# Gimbap
Gimbap (hangul: 김밥) também romanizado como kimbap, é um prato coreano feito de arroz cozido, legumes, peixe e carne enrolados em gim - folhas secas de algas marinhas - e servido em fatias pequenas. As origens do gimbap são debatidas. Algumas fontes sugerem que se origina do norimaki japonês, introduzido durante o domínio colonial japonês, enquanto outros argumentam que é uma versão modernizada do bokssam da era Joseon. O prato costuma fazer parte de uma refeição embalada, ou dosirak, para ser consumido em piqueniques e eventos ao ar livre, e pode servir como um almoço leve junto com danmuji (rabanete amarelo em conserva) e kimchi. É um alimento popular para viagem na Coreia do Sul e no exterior e é conhecido como um alimento conveniente devido a sua portabilidade.

## Etimologia
Gim (김) refere-se a algas comestíveis do gênero Porphyra e Pyropia. Bap (밥) refere-se, de forma ampla, ao arroz cozido. O termo composto gimbap é um neologismo; não fazia parte da língua coreana até a era moderna. Um prato semelhante, arroz cozido enrolado com gim, era chamado de bokssam (hangul: 복쌈; hanja: 福-) na era Joseon (1392-1897).
O termo gimbap foi usado em um artigo de jornal coreano de 1935, mas na época, a palavra emprestada norimaki também foi usada. Norimaki, emprestado do nome de um prato japonês semelhante, fazia parte do vocabulário japonês que entrou na língua coreana durante a ocupação japonesa (1910–1945). As duas palavras foram usadas de forma intercambiável até gimbap se tornar o termo universal, como parte dos esforços para limpar os resquícios do colonialismo japonês e purificar a língua coreana.

## História
As origens do gimbap são debatidas. Uma teoria japonesa sugere que o prato é derivado da introdução da variante japonesa do sushi makizushi na Coreia durante a ocupação japonesa na região. Durante esse período, a culinária coreana adotou a comida e a bebida ocidentais, bem como alguns alimentos japoneses, como bento (dosirak na versão coreano) ou o sushi enrolado em folhas de algas marinhas. Desde então, o gimbap tornou-se um prato distinto, muitas vezes utilizando sabores tradicionais coreanos, bem como óleo de gergelim, em vez de vinagre de arroz. Essa teoria é apoiada por um jornal de 1935, no qual o termo gimbap apareceu pela primeira vez na Coreia.
Uma teoria alternativa, sugerida na Enciclopédia da Cultura Coreana, publicada pela Academia de Estudos Coreanos, é que a comida foi desenvolvida a partir da tradição local há muito estabelecida de enrolar bap (arroz cozido) e banchan (acompanhamentos) no gim. A produção de gim (김) nas províncias de Gyeongsang e Jeolla é relatada em livros do século XV, como Gyeongsang-do Jiriji e Sinjeung Dongguk Yeoji Seungnam. Yeoryang Sesigi (열양세시기), um livro Joseon escrito em 1819 por Kim Mae-sun (김매순), refere-se a arroz cozido e recheio enrolado com gim como bokssam (복쌈; transcrito usando o hanja 縛占, pronuncia-se bakjeom em coreano). Uma outra teoria sugere que o gimbap foi introduzido no Japão durante o período de Baekje, onde eventualmente se desenvolveu em norimaki.
Independentemente disso, gimbap e makizushi agora se referem a pratos distintos no Japão e na Coreia: o primeiro chamado kimupapu (キムパプ) em japonês e o último chamado gimchobap (김초밥 ; "gim sushi") ou norimaki (노리마키) em coreano. O gimbap costuma ser enrolado com vários ingredientes e temperado com óleo de gergelim, enquanto o makizushi costuma ser enrolado com um ingrediente (pepino ou atum cru) e temperado com vinagre de arroz. 

## Ingredientes e preparo
Gim e bap são os dois componentes básicos do gimbap. Embora o arroz branco de grão curto seja o mais comumente usado, o arroz integral de grão curto, o arroz preto ou outros grãos também podem servir como recheio. 
Algumas variedades de gimbap incluem queijo, lula cozida picante, kimchi, frios, costeleta de porco, pimenta ou atum picante. O gim pode ser pincelado com óleo de gergelim ou polvilhado com sementes de gergelim. Em uma variação, pedaços fatiados de gimbap podem ser levemente fritos com uma cobertura de ovo, o que pode permitir que o gimbap seja requentado e comido após certo período. 
Os recheios variam, geralmente com opções vegetarianas e veganas. Ingredientes populares incluem danmuji (rabanete em conserva amarela), presunto, carne bovina, Kani-kama (imitação de carne de caranguejo), tiras de ovo, kimchi, bulgogi, espinafre, cenoura, raiz de bardana, pepino, atum enlatado ou kkaennip (folhas de perilla).
Para fazer o prato, as folhas de gim são tostadas em fogo baixo, o arroz cozido é levemente temperado com sal e óleo de gergelim e os ingredientes vegetais e de carne são temperados e fritos. O gim torrado é então colocado em um gimbal - um rolo de gimbap de bambu - com uma fina camada de arroz cozido colocada uniformemente por cima. Outros ingredientes são colocados no arroz e enrolados em forma cilíndrica, normalmente com 3−4 centímetros (116,5 pol) de diâmetro. O gimbap enrolado é então cortado em pedaços pequenos.

## Variantes

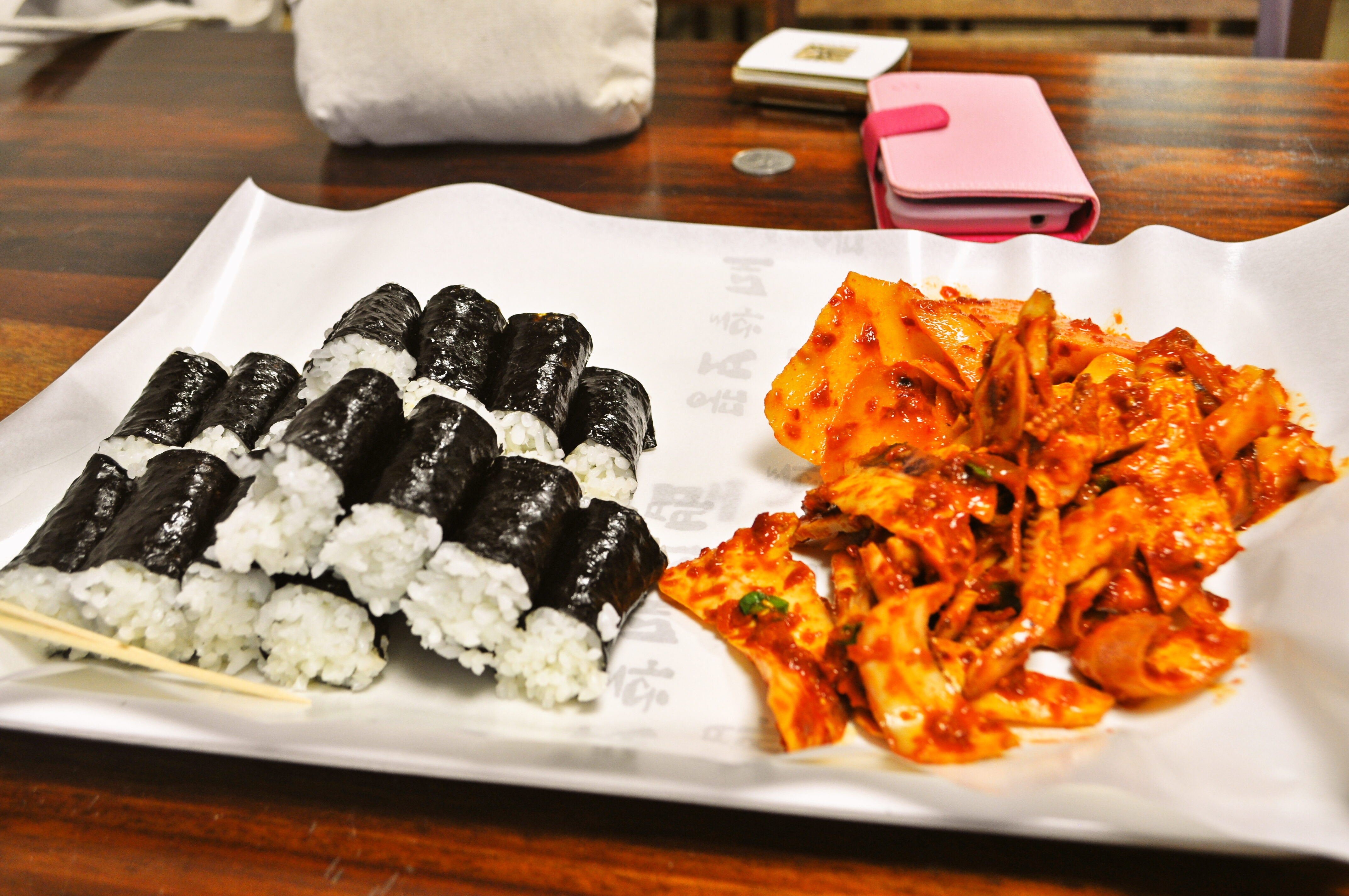
Chungmu-gimbap

- Chungmu-gimbap (충무김밥) — Originário da cidade litorânea de Chungmu (atualmente Tongyeong), o prato apresenta pãezinhos mais finos com uma superfície sem tempero e apenas arroz como ingrediente de enchimento. É servido com ojingeo-muchim picante (salada de lula) e seokbakji (kimchi de rabanete).[26]
- Mayak-gimbap (마약김밥) — Uma especialidade do Mercado Gwangjang em Seul. Mayak se traduz como "droga", uma referência ao seu sabor supostamente viciante e concentrado. É um pequeno gimbap recheado com cenoura, espinafre e danmuji (rabanete amarelo em conserva), e polvilhado com sementes de gergelim moídas e mergulhado em seu molho de harmonização, feito de molho de soja e mostarda.
- Samgak-gimbap (삼각김밥) — Literalmente "triângulo gimbap". Essa variedade é semelhante ao onigiri japonês e é vendida em lojas de conveniência na Coreia do Sul.[27] Os recheios variam muito; a data de validade é de um dia; normalmente fornece entre 140 and 200 kilocalorias (590 and 840 kJ) de energia alimentar.
- Nude gimbap (누드김밥) — Ao contrário do gimbap tradicional, enquanto os ingredientes do nude gimbap vão para dentro do gim, o arroz envolve o exterior, semelhante a um California roll. No entanto, ao contrário do rolinho, o nude gimbap ainda usa ingredientes tradicionais de gimbap.
- Yukhoe gimbap (육회김밥) — Essa variedade é semelhante ao makizushi de frutos do mar crus japoneses, mas usa yukhoe — um prato coreano de carne crua com rabanete em conserva, kkaennip e scallion (espécie de cebolinha).